# Пержанське родовище берилію
Пержанське родовище берилію є наразі єдиним у світі родовищем, де промислові концентрації берилію пов'язані з гентгельвіном.

## З історії родовища
Піонерами родовища вважають Леоніда Артамонова (нар. 21.08.1922) — геолога, лауреата Державної премії СРСР (1979), Леоніда Галецького, Соломона Гурвича і Василя Лунька. Першовідкривачем унікального Пержанську родовища берилію визнаний Леонід Станіславович Галецький (1935—2017) — український геолог, металогенік, доктор геолого-мінералогічних наук, лауреат Державної премії України, лауреат Державної премії СРСР.
Спеціальний дозвіл (ліцензію) на видобуток берилієвих руд Пержанського родовища терміном на 20 років отримала ТОВ «Пержанська рудна компанія». Спеціальний дозвіл дає право на видобуток берилієвих руд, цинкових руд і граніту.

## Загальний опис родовища
Родовище вважалося підготовленим до промислового освоєння. Руда переважно (95 %) представлена гентгельвіном {\displaystyle {\ce {Zn4(BeSiO4)3}}}, близько 5 % фенакітові руди {\displaystyle {\ce {Be2(SiO4)}}}. Разом з прогнозними ресурсами продуктивність Пержанського рудного поля оцінюється в 37 000 т {\displaystyle {\ce {BeO}}}. Крім цього, в цей час проводяться дослідні роботи з вивчення можливості попутного вилучення цинку, срібла, танталу.
Гентгельвін є кінцевим членом ізоморфної серії мінералів гельвінової групи — каркасних силікатів берилію. Всього у світі відомо близько 50 знахідок мінералів групи гельвіну, які становлять лише мінералогічний інтерес, при цьому гентгельвін {\displaystyle {\ce {Zn4(BeSiO4)3S}}}) вважався найбільш рідкісним. Всього було відомо близько 10 його екзотичних знахідок, причому сім з них — у пегматитах. В крайовій частині Українського щита в межах Сущано-Пержанської тектоно-метасоматичної зони активізації уперше в світовій практиці в докембрії знайдено новий високоякісний тип берилієвих руд в лужних (польовошпатових) метасоматитах з гентгельвіном.
Гентгельвінові руди характеризуються високою якістю за вмістом берилію та доброю збагачуваністю, і за цими показниками перевершують всі відомі промислові типи руд берилію. Альбіт-калішпатові метасоматити пов'язані з рідкіснометалічними гранітами пержанського комплексу раннього протерозою. Рудні зони представлені зближеними рудними тілами метасоматитів жилоподібної та лінзовидної форми. Рідкіснометалічне зруденіння комплексне, поряд з берилієм зустрічаються тантал, ніобій, цирконій, рідкісні землі, олово, молібден, літій, цинк, срібло, фтор. Пержанське родовище берилію детально розвідане і підготовлене для експлуатації з очікуваною високою рентабельністю. За масштабами, якістю та новим типам зруденіння родовище віднесено до типу унікальних у світі. Воно може стати об'єктом світової уваги у зв'язку із своєю винятковістю і високою економічністю.